# Cantó de Pàmies-Oest
El cantó de Pamiers-Ouest és un cantó francès del departament de l'Arieja, a la regió d'Occitània. Està enquadrat al districte de Pàmies, té 12 municipis i el cap cantonal és Pàmies.

## Municipis
- Benagas
- Vesac
- Escòça
- Lescoça
- Madièra
- Pàmies
- Sent Amanç
- Sant Joan del Falgar
- Sent Martin d'Òidas
- Sent Miquèl
- Sent Victor e Rosaud
- Unzent